# Camilla Baginskaite
Camilla Baginskaite (litauisch Kamilė Baginskaitė; * 24. April 1967 in Vilnius) ist eine litauisch-amerikanische Schachspielerin und -lehrerin.

## Leben
Camilla Baginskaite lernte Schach von ihrem Vater, dem Architekten und Hochschullehrer Tadas Baginskas, als sie acht Jahre alt war. Ihre Mutter, Gintautėlė Laimutė Baginskienė, ist eine bekannte Glasmalerin. Mit zehn Jahren besuchte Camilla Baginskaite eine Schachschule. 1997 zog sie nach San Francisco. Sie hat Design in Litauen und den Vereinigten Staaten studiert und einen Abschluss in Kunstgeschichte. Seit 1997 war sie mit dem Schachgroßmeister Alex Yermolinsky verheiratet. Die beiden lernten sich bei der Schacholympiade 1996 in Jerewan kennen und haben einen Sohn und eine Tochter. Seit 1997 spielte sie für die United States Chess Federation, 2019 kehrte sie zum Schachverband Litauens zurück.

## Schachliche Erfolge
Fünfzehnjährig wurde Camilla Baginskaite in Vilnius zweite hinter Esther Epstein der Frauenmeisterschaft der Litauischen Sozialistischen Sowjetrepublik. 1986 wurde sie bei der U20-Juniorenweltmeisterschaft der Mädchen in Vilnius geteilte Zweite hinter Ildikó Mádl, 1987 wurde sie in Baguio U20-Juniorenweltmeisterin. Sie erhielt für diesen Sieg den Titel Internationaler Meister der Frauen (WIM). Die gewonnene Weltmeisterschaft 1987 war erst das zweite internationale Turnier, an dem sie teilgenommen hatte und das erste für sie, das nicht in der Sowjetunion stattfand. Die litauische Einzelmeisterschaft der Frauen gewann sie 1992 in Panevėžys. Im Jahre 2000 wurde sie in Seattle US-Frauenmeisterin, gemeinsam mit Elina Groberman. Da Baginskaite Groberman in einem nachträglichen Entscheidungskampf 2:0 besiegte, qualifizierte sie sich für die Weltmeisterschaft 2001 in Moskau. Dort schaffte sie es bis in das Achtelfinale, was das beste Resultat einer für die USA spielenden Schachspielerin seit dem fünften Platz 1939 von Mona Karff bedeutete. In der Runde der letzten 16 schied sie im Tie-Break gegen Xu Yuhua aus. Die litauische Einzelmeisterschaft der Frauen konnte sie erneut 2020 gewinnen, 28 Jahre nach ihrem ersten Gewinn des Titels.
Mit der litauischen Nationalmannschaft der Frauen nahm Baginskaite an der Mannschaftseuropameisterschaft 1992 und an den Schacholympiaden 1992, 1994 und 1996 am ersten Brett teil. Bei der Schacholympiade 2000 spielte sie am ersten Brett der US-amerikanischen Frauenmannschaft, 2002 am zweiten, 2006 am ersten Reservebrett und 2010 am vierten Brett. In der deutschen Frauenbundesliga spielte sie von 1992 bis 1995 für den SC 1903 Weimar. In der Saison 1997/98 war sie bei Vimaria Weimar gemeldet, blieb aber ohne Einsatz. Die polnische Mannschaftsmeisterschaft gewann sie 1992 mit KS Miedź Legnica. In Litauen spielte Baginskaite für die Mannschaft von VŠK Bokštas Plungė, mit der sie auch am European Club Cup der Frauen 1996 teilnahm.
Camilla Baginskaite trägt seit November 2002 den Titel Großmeister der Frauen (WGM). Ihre Elo-Zahl beträgt 2098 (Stand: September 2023), ihre bisher höchste Elo-Zahl war 2365 von April bis Dezember 2002.